# Equipe iraquiana na Copa Davis
A equipe iraquiana na Copa Davis representa o Iraque na Copa Davis, principal competição de tênis masculina por equipes do mundo. É administrada pela Iraqi Tennis Federation.